# St. Helena (Breitenweiher)

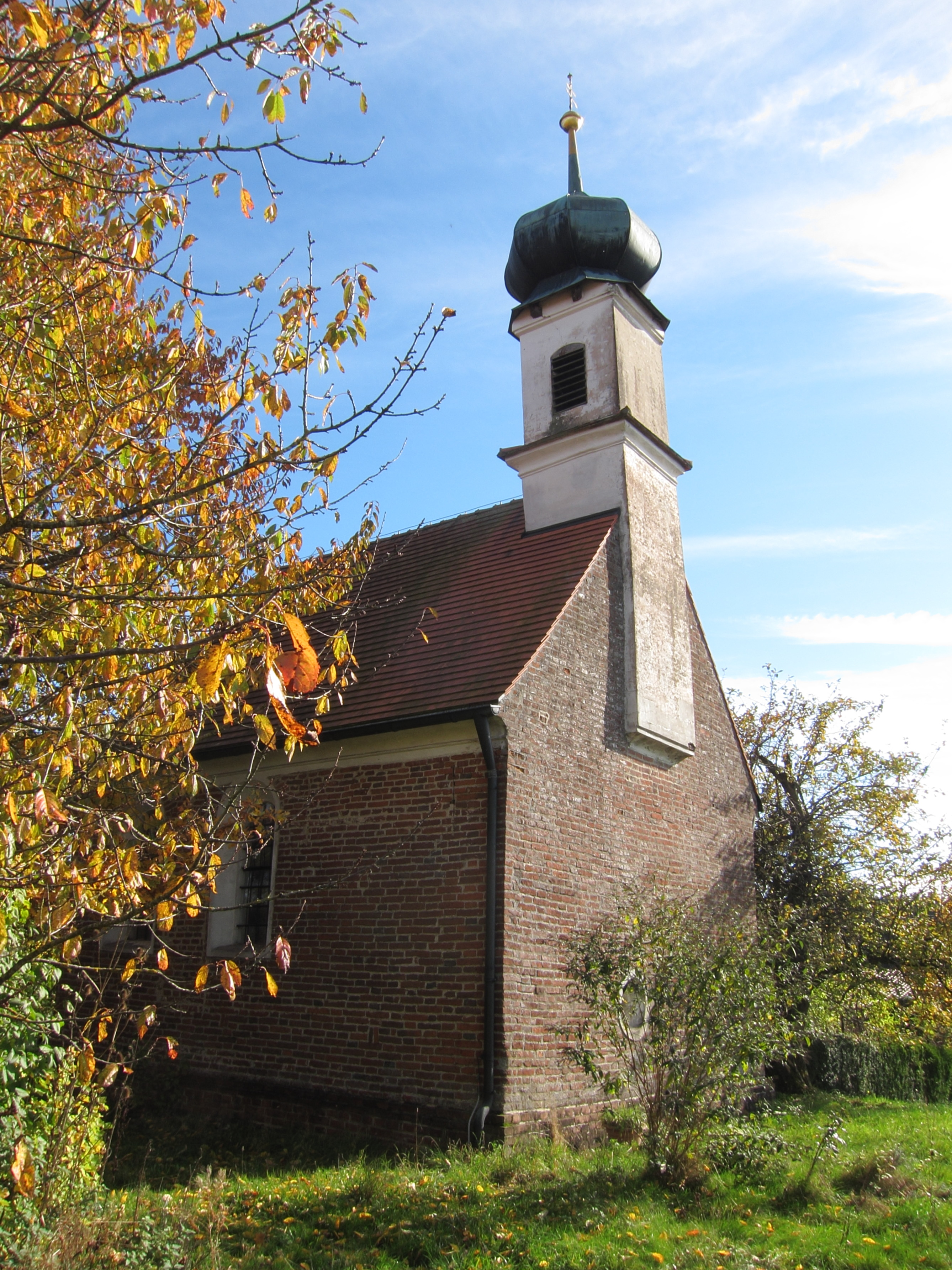
St. Helena in Breitenweiher

Die römisch-katholische Filialkirche St. Helena steht in Breitenweiher, einem Gemeindeteil von Taufkirchen (Vils) im oberbayerischen Landkreis Erding. Das Bauwerk ist  in der Liste der Baudenkmäler in Taufkirchen unter der Nr. D-1-77-139-14 eingetragen. Die Kirche gehört zum Dekanat Erding im Erzbistum München und Freising.

## Beschreibung
Die Saalkirche wurde um 1500 aus unverputzten Backsteinen erbaut und 1720 barockisiert. Sie besteht aus einem Langhaus und einem dreiseitig geschlossenen Chor im Osten. Über dem Giebel im Westen des Langhauses erhebt sich ein quadratischer Giebelreiter, der den Glockenstuhl enthält und mit einer Zwiebelhaube bedeckt ist. 
Zur Kirchenausstattung gehört ein um 1730 gebauter Hochaltar, der von den Skulpturen des Stephanus und des Laurentius von Rom flankiert wird.